# Penicillium neoechinulatum
Penicillium neoechinulatum är en svampart som först beskrevs av Frisvad, Filt. & Wicklow, och fick sitt nu gällande namn av Frisvad & Samson 2004. Penicillium neoechinulatum ingår i släktet Penicillium och familjen Trichocomaceae.   Inga underarter finns listade i Catalogue of Life.